# 清水脊

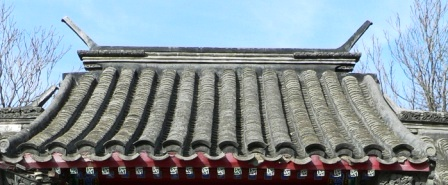
北京四合院的清水脊

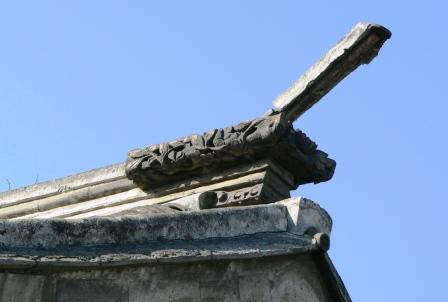
清水脊上的蝎子尾和花砖

清水脊是中國傳統建筑的一种屋脊形式，其两侧无吻兽，而是斜向上翘起，称蝎子尾，或朝天笏，有些在蝎子尾下面有花砖，雕有吉祥图案。
清水脊等级较低，一般不用于宫殿、王府等建筑，可用于筒瓦屋顶，但常用仰合瓦。北京四合院多用清水脊门楼。